# Landskap i Sverige

Sveriges 25 landskap. Blå toner: landskap i Götaland, gula toner: landskap i Svealand, beige toner: landskap i Norrland.

Landskap i Sverige är, i likhet med landskap i många andra länder, avgränsade landsregioner, en kvarleva av en äldre indelning av landet. Det finns 25 landskap i Sverige grupperade i tre landsdelar: Götaland, Svealand och Norrland.
Landskapen ersattes som grundläggande förvaltningsenheter av Sveriges län genom regeringsformen 1634, men har fortsatt vara en använd indelning, vilket uttrycks i officiella landskapsvapen och i kungahusets hertigtitlar. Landskapen innebär ofta också olika kulturella identifikationer och särarter på historisk grund. 

## Historik

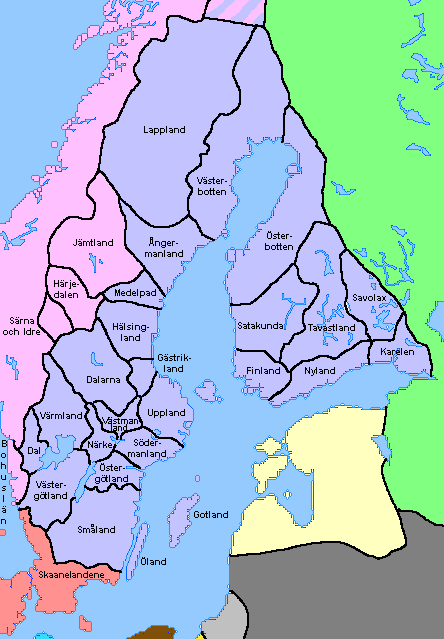
En grovindelning av Sveriges landskap år 1560.

Sveriges indelning baserades under tidig medeltid i Sverige främst på lagsagor för rättskipning. Lagsagorna hade också före 1350-talet olika (landskaps)lagar och lagmannen, ledaren för lagsagan, hade ofta en roll som talesman för landet (landskapet). Lagsagorna levde relativt oförändrade under medeltiden och oberoende av vem som regerade riket. Under 1500-talet fick landskapen en fastare form utifrån lagsagornas områden, även om situationen i norr och i nuvarande Finland fortfarande var oklar. Efter införlivande av land från Danmark och Norge i mitten av 1600-talet fick dagens landskap sin nuvarande utformning, bortsett från allra nordligaste Sverige, där Norrbottens län bildades först 1810, och där motsvarande landskap som då fick sin omfattning fått en svag förankring.
Parallellt med lagsagor/landskap fanns från 1300-talet slottslän och fögderier för skatteuppbörd. Dessa fögderier och slottslän hade länge varierande omfattning, men fick med regeringsformen 1634 fastare former och övertog flera uppgifter som tidigare hanterats i varje lagsaga/landskap.

## Nutid
Landskapen saknar sedan länsreformen 1634 administrativ  betydelse, men de har fortfarande viss officiell ställning. Landskapen har officiellt fastställda vapen. Deras nuvarande utformning fastställdes av Kungl. Maj:t från 1884 (Västergötland) till 1972 (Östergötland) och registrerades hos Patent- och registreringsverket 1974. Norrbottens fastställdes av länsstyrelsen i Norrbottens län 1995.
Den officiella ställningen kommer också till uttryck i att många medlemmar av kungahuset har titeln hertig eller hertiginna av olika landskap. Denna tradition går tillbaka till vasatiden, då Sveriges landskap tilldelades vapen och gavs rang som antingen hertigdömen eller grevskap. Denna indelning bestod fram till den 18 januari 1884, då samtliga Sveriges landskap fick tillåtelse att använda hertigkrona över sina vapensköldar.
Landskapen används också fortfarande flitigt i kulturella och historiska sammanhang. Många människor känner en betydligt större samhörighet med landskapet än med länet de bor i. Det är landskap snarare än län som svenskar brukar ange som sin hembygd, med undantag för Västerbottens län och Norrbottens län samt Stockholm och Göteborg, där landskapsidentifikationen är svag.
Det finns även många exempel på att invånarna i ett landskap använder sig av just landskapet för att stärka sin egen kulturella identitet. Inom turistnäringen används ofta landskapen i marknadsföringssyfte. De flesta idrottsförbund och regionala hembygdsförbund i Sverige är indelade efter landskap, även om länsindelning också förekommer. Svenska runstenar och föremål i Statens historiska museums samlingar grupperas efter landskap.

## Stockholm, Göteborg och norra Norrland
I vissa delar av landet, bland annat området runt Stockholm och i norra Norrland är länen viktigare än landskapen som identitetsmarkörer. Likaså karaktäriseras regionen runt Göteborg tydligare av närheten till den stora centralorten än av de tre landskap (Bohuslän, Västergötland och Halland) som möts där. En kirunabo definierar sig oftare som norrbottning än som lapplänning. År 1810 delades Västerbottens län och Norrbottens län bildades. Landskapsindelningen var då sedan länge föråldrad och landskapsgränserna betraktas sedan 1634 av Lantmäteriet som i princip oföränderliga. Därför ingår Lapplands och Västerbottens landskapsvapen fortfarande i Norrbottens läns vapen.
Den del av Norrbottens län som inte ligger i Lappland har kommit att uppfattas som ett eget landskap och 1995 godkände statsheraldikern Norrbottens landskapsvapen. Eftersom landavträdelserna till Ryssland enligt freden i Fredrikshamn år 1809 inte följde landskapsgränserna har en del av det tidigare större landskapet Västerbotten kommit att hamna i dagens Finland öster om nuvarande Norrbotten (se Västerbotten, Finland).

## Sveriges landskap
| Landskap      | Hertig/hertiginna                     | Landsdel                      | Län                                                            | Titulär (före 1884) | Area (km²) | Folk- mängd | Befolknings- täthet |
| ------------- | ------------------------------------- | ----------------------------- | -------------------------------------------------------------- | ------------------- | ---------- | ----------- | ------------------- |
| Blekinge      | Prinsessan Adrienne                   | Götaland                      | Blekinge län                                                   | Grevskap            | 2 941      | 158 937     | 53,9                |
| Bohuslän      |                                       | Götaland                      | Västra Götalands län                                           | Hertigdöme          | 4 473      | 312 057     | 66,9                |
| Dalarna       | Prins Gabriel                         | Svealand                      | Dalarnas, Gävleborgs, Jämtlands och Värmlands län              | Hertigdöme          | 29 086     | 288 017     | 9,7                 |
| Dalsland      |                                       | Götaland                      | Västra Götalands och Värmlands län                             | Grevskap            | 3 708      | 49 655      | 13,5                |
| Gotland       | Prinsessan Leonore                    | Götaland                      | Gotlands län                                                   | Grevskap            | 3 140      | 61 001      | 18,5                |
| Gästrikland   | Prinsessan Madeleine                  | Norrland (före 1634 Svealand) | Gävleborgs och Uppsala län                                     | Grevskap            | 4 181      | 157 376     | 36,8                |
| Halland       | Prins Julian                          | Götaland                      | Hallands, Västra Götalands och Skåne län                       | Hertigdöme          | 4 786      | 347 675     | 68,3                |
| Hälsingland   | Prinsessan Madeleine                  | Norrland                      | Gävleborgs och Jämtlands län                                   | Hertigdöme          | 14 264     | 131 821     | 9,2                 |
| Härjedalen    |                                       | Norrland                      | Jämtlands och Dalarnas län                                     | Grevskap            | 11 954     | 9 680       | 0,8                 |
| Jämtland      | Kung Carl XVI Gustaf                  | Norrland                      | Jämtlands, Västernorrlands och Västerbottens län               | Grevskap            | 34 009     | 118 964     | 3,4                 |
| Lappland      |                                       | Norrland                      | Västerbottens, Norrbottens och Jämtlands län                   | Grevskap            | 109 702    | 88 951      | 0,8                 |
| Medelpad      |                                       | Norrland                      | Västernorrlands län                                            | Grevskap            | 7 058      | 126 539     | 17,8                |
| Norrbotten    |                                       | Norrland                      | Norrbottens län                                                | -                   | 26 671     | 196 059     | 7,3                 |
| Närke         |                                       | Svealand                      | Örebro, Östergötlands och Västmanlands län                     | Grevskap            | 4 126      | 221 131     | 50,5                |
| Skåne         | Prins Oscar                           | Götaland                      | Skåne län                                                      | Hertigdöme          | 11 027     | 1 399 454   | 119,9               |
| Småland       |                                       | Götaland                      | Jönköpings, Kalmar, Kronobergs, Hallands och Östergötlands län | Hertigdöme          | 29 330     | 779 980     | 25,7                |
| Södermanland  | Prins Alexander                       | Svealand                      | Södermanlands, Stockholms, Östergötlands och Västmanlands län  | Hertigdöme          | 8 388      | 1 393 772   | 157,4               |
| Uppland       |                                       | Svealand                      | Uppsala, Stockholms och Västmanlands län                       | Hertigdöme          | 12 676     | 1 723 765   | 126,4               |
| Värmland      | Prins Carl Philip, Prinsessan Sofia   | Svealand (före 1815 Götaland) | Värmlands, Örebro och Västra Götalands län                     | Grevskap            | 18 204     | 322 010     | 17,5                |
| Västerbotten  | Prinsessan Ines                       | Norrland                      | Västerbottens län                                              | Grevskap            | 15 093     | 229 751     | 14,6                |
| Västergötland | Kronprinsessan Victoria, Prins Daniel | Götaland                      | Västra Götalands, Jönköpings, Hallands och Örebro län          | Hertigdöme          | 16 676     | 1 390 802   | 79,6                |
| Västmanland   |                                       | Svealand                      | Västmanlands, Dalarnas och Örebro län                          | Hertigdöme          | 8 363      | 319 473     | 37,0                |
| Ångermanland  | Prins Nicolas                         | Norrland                      | Västernorrlands, Jämtlands och Västerbottens län               | Grevskap            | 19 800     | 129 860     | 6,7                 |
| Öland         |                                       | Götaland                      | Kalmar län                                                     | Grevskap            | 1 342      | 26 617      | 19,3                |
| Östergötland  | Prinsessan Estelle                    | Götaland                      | Östergötlands län                                              | Hertigdöme          | 9 979      | 467 716     | 45,1                |
| Hela landet   |                                       |                               |                                                                |                     | 410 977    | 10 587 710  | 24,7                |

Vatten är ej medräknat i arean.